# Jean Alex
Jean, Marie, Joseph Alex (né le 26 août 1876 à Perpignan, mort le 4 mars 1954 dans cette même ville) est un commerçant français.

## Biographie
Vers 1900, Jean Alex poursuit l'activité de commerce du vin de son père, en particulier vers la Tunisie et l'Algérie. Après avoir participé à la première Guerre mondiale (dont une grande partie dans des régiments algériens), il reprend son activité, très prospère. Il est, pendant près de vingt ans, conseiller du commerce extérieur de la France, en particulier pour sa connaissance du Maghreb. Il est également juge et vice-président du Tribunal de commerce, ainsi que membre actif ou dirigeant de plusieurs associations ou institutions départementales, sans pour autant jamais s'engager en politique.

## Distinctions
- Médaille coloniale
- Officier du Nichan Iftikhar